# 第3海兵歩兵連隊 (フランス軍)
第3海兵歩兵連隊（だいさんかいへいほへいれんたい、3e régiment d'infanterie marine：3e RIMa）は、モルビアン県ヴァンヌに駐屯する、第9海兵軽機甲旅団隷下のフランス陸軍海兵隊の歩兵連隊である。
兵種は歩兵、伝統的区分は海兵隊である。
フランス海兵隊の第1から第4（第4海兵連隊は1998年に解体された）まである中でも、歴史ある連隊の一つとして知られる。かつては第1海兵砲兵連隊とともに「青師団」（海兵隊師団）を構成したこともあった。

## 沿革
連隊は19世紀末期において、中南米やアフリカ、オセアニアそして東南アジアと、フランスの尖兵として縦横無尽に活躍したのである。特に、連隊がその名を轟かしたのは普仏戦争において「青師団」の隷下の元、1870年9月1日Bazeilles（ベルギー国境にある）の戦いでの活躍がある。
- 1838年:第3海兵連隊が創設される。
- 1844年:モガドル（モロッコ）に出征。
- 1854年:クリミア戦争においてアルマ会戦に参加。
- 1860年:第2次アヘン戦争においてバリカオ（北京語名：八里桥）に出兵。
- 1861年:ケホア（ベトナム北部）に出兵。
- 1870年:普仏戦争でBAZEILLESの戦いに参加。
- 1883年:インドシナのソンタイに出兵。（清仏戦争の前年）
- 1914年:第1次世界大戦、マルヌ会戦に参加。
- 1915年:シャンパーニュ会戦に参加。
- 1916年:セルナ会戦に参加。
- 1917年:東洋軍団の隷下になる。
- 1918年:セルビアに派遣される。
- 1919年:ロシュフォールに駐屯（～1939年まで）。
- 1940年:マース川河畔などで独軍と交戦する。
- 1944年:第3植民地歩兵連隊は南西フランスの解放に当たる。ドルドーニュ県内の独軍を駆逐しつつ、ベルジュラックを占領している2000人からなる独軍から解放、ボルドーに入城した。
- 1963年:ヴァンヌに移駐。
- 1978年:チャドに出兵。
- 1991年:湾岸戦争に「ダゲ（Daguet）師団」の隷下部隊として派遣。
- 1995年:ユーゴスラビアに派遣。

他にも、スーダン、ルワンダ、アルバニア、マリにも小規模の部隊を派遣した実績がある。

## 最新の部隊編成
- 連隊本部
- 本部管理中隊
- 第1中隊 - VAB
- 第2中隊 - VAB
- 第3中隊 - VAB
- 第4中隊 - VAB
- 対戦車中隊 - VAB
- 偵察・支援中隊（1個偵察小隊、1個対戦車小隊、1個重迫撃砲小隊含む）
- 管理支援中隊（武器・車両・通信の整備など）
- 教育中隊
- 予備海兵訓練中隊（URRPの隷下にある）

### 定員
- 連隊の人員構成としては

- - 将校･士官 - 67名
  - 下士官 - 329名
  - 兵卒 - 810名
  - 技官･事務官等の軍属 - 54名

の、合計約1,250名からなる。

## 主要装備
- GIAT BM92-G1
- FA-MAS
- AA-52（車載機銃）
- AAT-F1
- AA-52
- 12.7mm重機関銃
- FR-F2
- PGM (狙撃銃)（更新中と推測される）
- VAB
- VAL
- RTF1 120mm迫撃砲
- 81mm迫撃砲
- 20mm機関砲
- ミラン (ミサイル)
- ERYX (ミサイル)（更新中と推測される）